# Digitaria laxa
Digitaria laxa là một loài thực vật có hoa trong họ Hòa thảo. Loài này được (Rchb.) Parodi mô tả khoa học đầu tiên năm 1928.